# Riham El Hour
Riham El Hour (Kenitra, 8 de marzo de 1977) es una caricaturista marroquí. Empezó su carrera tras ganar un concurso de la Unesco en 2000, convirtiéndose en la primera mujer caricaturista de Marruecos.

## Trayectoria
Nacida en Kenitra, de origen palestino, su obra se inspira en la tradición de caricatura en Oriente Medio. Apasionada por el dibujo desde pequeña, explica que tenía la costumbre de hacer dibujos de sus profesores y compañeros de escuela. Cuando fue a la universidad no eligió Bellas Artes sino la carrera de Literatura árabe en la Facultad de Letras de la Universidad Ibn Tofail de Kenitra. En esta época se mantuvo sin embargo en contacto con el dibujo y el arte a través de las actividades culturales.
En 2000 ganó un concurso convocado por la UNESCO sobre protección de patrimonio cultural. Fue entonces, explica, cuando descubrió realmente la caricatura y se inició en ese dominio. Se encontró entonces con Larbi Sebbane, uno de los caricaturistas históricos de Marruecos que la animó a seguir. 
En 2002 participó en las jornadas nacionales de caricatura marroquí siendo la primera mujer dedicada a esta profesión en su país.
En 2005 y 2006 recibió el premio de honor en las dos primeras exposiciones en Damasco. En 2007 representó a Marruecos en la exposición de Santomera, en España. 
En 2011 cuando nació la Unión de Caricaturistas Profesionales de Marruecos, organización creada "con el objetivo de federar a los dibujantes y crear un espacio de diálogo y de intercambio, y defender a los caricaturistas censurados" era la única mujer que formaba parte de la misma.
Empezó a publicar sus primeros trabajos en Al Alam, después en el periódico local de Kénitra Al Mintaka, colaboró con algunas revistas dedicadas al público femenino como Citadine y Likouli Nissae hasta llegar a Rissalat Al Ouma, periódico de la Unión Constitucional en el que trabaja actualmente. También realiza exposiciones sobre su obra.
En 2016 fue destacada por la BBC entre las 100 mujeres de 2016. En una entrevista tras haber sido seleccionada explicó que su reto era trabajar en un medio de comunicación de gran audiencia pero que sin embargo estos medios eran todavía reacios a aceptar una mujer como caricaturista.